# Kanton Villerupt
Der Kanton Villerupt ist seit 1973 ein französischer Wahlkreis im Arrondissement Val-de-Briey im Département Meurthe-et-Moselle in der Region Grand Est (bis 2015 Lothringen); sein Bureau centralisateur befindet sich in Villerupt.

## Lage
Der Kanton liegt im Norden des Départements Meurthe-et-Moselle.

## Geschichte
Der Kanton entstand am 2. August 1973 durch Abspaltung vom Kanton Longwy. Bis 2015 gehörten zwölf Gemeinden zum Kanton Villerupt. Mit der Neuordnung der Kantone in Frankreich stieg die Zahl der Gemeinden 2015 auf 14. Von den bisherigen Gemeinden wechselten vier zum Kanton Mont-Saint-Martin. Zu den verbleibenden acht Gemeinden kamen jeweils drei Gemeinden der bisherigen Kantone Audun-le-Roman und Herserange hinzu.

## Gemeinden
Der Kanton besteht aus 14 Gemeinden mit insgesamt 28.019 Einwohnern (Stand: 1. Januar 2022) auf einer Gesamtfläche von 128,28 km²:
| Gemeinde            | Einwohner 1. Januar 2022 | Fläche km² | Dichte Einw./km² | Code INSEE | Postleitzahl |
| ------------------- | ------------------------ | ---------- | ---------------- | ---------- | ------------ |
| Bréhain-la-Ville    | 451                      | 10,08      | 45               | 54096      | 54190        |
| Crusnes             | 1.559                    | 6,06       | 257              | 54149      | 54680        |
| Errouville          | 682                      | 5,13       | 133              | 54181      | 54680        |
| Fillières           | 524                      | 14,21      | 37               | 54194      | 54560        |
| Hussigny-Godbrange  | 3.921                    | 15,37      | 255              | 54270      | 54590        |
| Laix                | 209                      | 7,55       | 28               | 54290      | 54720        |
| Longlaville         | 2.373                    | 3,21       | 739              | 54321      | 54810        |
| Morfontaine         | 1.076                    | 11,42      | 94               | 54385      | 54920        |
| Saulnes             | 2.261                    | 4,00       | 565              | 54493      | 54650        |
| Serrouville         | 674                      | 15,57      | 43               | 54504      | 54560        |
| Thil                | 2.006                    | 3,32       | 604              | 54521      | 54880        |
| Tiercelet           | 635                      | 7,68       | 83               | 54525      | 54190        |
| Villers-la-Montagne | 1.562                    | 18,12      | 86               | 54575      | 54920        |
| Villerupt           | 10.086                   | 6,56       | 1.538            | 54580      | 54190        |
| Kanton Villerupt    | 28.019                   | 128,28     | 218              | 5423       | –            |

Bis zur landesweiten Neuordnung der französischen Kantone im März 2015 gehörten zum Kanton Villerupt die zwölf Gemeinden Baslieux, Bazailles, Boismont, Bréhain-la-Ville,  Fillières, Laix, Morfontaine, Thil, Tiercelet, Ville-au-Montois, Villers-la-Montagne und Villerupt (Hauptort). Sein Zuschnitt entsprach einer Fläche von 111,10 km2. Er besaß vor 2015 einen anderen INSEE-Code als heute, nämlich 5437.

### Bevölkerungsentwicklung
| 1962   | 1968   | 1975   | 1982   | 1990   | 1999   | 2012   | 2018   |
| ------ | ------ | ------ | ------ | ------ | ------ | ------ | ------ |
| 21.701 | 23.015 | 20.756 | 18.560 | 16.533 | 16.271 | 16.618 | 27.500 |

## Politik
Im 1. Wahlgang am 22. März 2015 zur Wahl der Vertreter des Wahlkreises im Départementrat erreichte keines der vier Wahlpaare die absolute Mehrheit. Bei der Stichwahl am 29. März 2015 gewann das Gespann Annie Silvestri (FG)/Alain Casoni (PCF) gegen Martine Decailloz/Patrick Pinto (beide FN) mit einem Stimmenanteil von 64,90 % (Wahlbeteiligung: 39,67 %).
Im 1. Wahlgang am 20. Juni 2021 erreichte das Wahlpaar Annie Silvestri/Bruno Trombini die absolute Mehrheit. Aufgrund der niedrigen Wahlbeteiligung von 22,89 % bedurfte es aber einer Stichwahl am 27. Juni 2021. Bei dieser gewann das Gespann Annie Silvestri/Bruno Trombini (PCF  bzw. LFI) gegen Marie Cruchant/Jonathan Meyer (beide RN) mit einem Stimmenanteil von 70,74 % (Wahlbeteiligung: 22,78 %).
Seit 1973 hatte der Kanton folgende Abgeordnete im Départementrat:
| Vertreter im Départementrat | Vertreter im Départementrat    | Vertreter im Départementrat |
| Amtszeit                    | Name                           | Partei                      |
| --------------------------- | ------------------------------ | --------------------------- |
| 1973–1985                   | Antoine Porcu                  | PCF                         |
| 1985–2015                   | Alain Casoni                   | PCF                         |
| 2015–2021                   | Annie Silvestri Alain Casoni   | PCF                         |
| 2021–                       | Annie Silvestri Bruno Trombini | PCF LFI                     |